# Mohoua ochrocephala
La mohoua cabecigualda (Mohoua ochrocephala) es una especie de ave paseriforme de la familia Mohouidae endémica de la Isla Sur de Nueva Zelanda.
Es un pequeño pájaro insectívoro que abundaba en el siglo XIX, en particular en los bosques de haya de Nelson, de la región de Southland y la Isla Stewart, pero se redujo drásticamente su población en el siglo XX debido a la introducción de ratas y mustélidos en los buques que llegaban a Nueva Zelanda. Hoy en día han desaparecido de casi el 75 % de su antigua área de distribución. En Nueva Zelanda, la mohoua tiene la condición de especie endémica amenazada, y como tal, protegida. Los esfuerzos de conservación se están realizando para garantizar su supervivencia, estableciendo poblaciones en varias islas libres de depredadores, como en las islas de Breaksea y de Ulva.

## Cultura popular
La mohoua cabecigualda aparece en el reverso de los billetes de 100 dólares de Nueva Zelanda.